# Buick Regal
De Buick Regal is een middelgrote luxe auto van General Motors. De auto werd op de markt gebracht in 1973 en het bedrijf stopte de productie ervan in 2004. De auto kwam weer terug op de markt in 2011 en was in Noord-Amerika tot 2020 te koop. In China is de auto te koop sinds 1999.
Tussen de jaren 1973 en 2004 deelde de auto veel onderdelen zoals de motor en het chassis met de Buick Century.

## Eerste generatie (1973-1977)
Buick kwam in 1973 met een personal luxury car, de Regal. De auto had de motor voorin had achterwielaandrijving. De Buick Regal was te verkrijgen met drie verschillende motoren. De auto stond op het GM A-platform. Het was de bedoeling om met de auto te concurreren met diverse Oldsmobiles, Pontiacs en Chevrolets.

## Tweede generatie (1978-1987)
In 1978 verscheen de tweede generatie van de Regal. De nieuwe Regal was een stuk groter en had de nieuwe 3.2 V6 van Buick, maar in 1980 verving de nog nieuwere 3.8 V6 van Buick deze als standaardmotor. De versnellingsbak was standaard een handmatige drieversnellingsbak, maar later werd dat een automaat. In 1978 kwam er ook een turboversie bij de 3.8 V6, dit was in die tijd een van de eerste Amerikanen met een turbo. De turbo kreeg ook een andere wielophanging, grotere banden en sportvelgen. In 1981 kwam er een belangrijke facelift die de auto veel aerodynamischer maakte. Het was toen ook mogelijk om de auto te gebruiken bij NASCAR races. Vanwege de aflopende motorkap en de neus van de auto werd de auto populair bij vele NASCAR teams.

## Derde generatie (1988-1996)
In 1988 verscheen er een nieuwe generatie Regal op het GM W-platform. Deze nieuwe generatie had, in tegenstelling tot de vorige, voorwielaandrijving en er was ook geen V8 meer beschikbaar. De V6 had ook geen turboversie meer. De Regal werd wel nog steeds gebruikt voor NASCAR races, maar door minder teams. De Regal was te krijgen in Custom, in Limited en in Gran Sport. De Gran Sport had een Buick 3.8 L 3800 Series V6 met 170 pk (130 kW). In 1993 kwam er een kleine facelift, waardoor de neus ietsje anders was. Verder kwam er een andere automaat en de achterlichten en achterbumper leken nu meer op die van een Buick LeSabre. In 1994 kwam er ook nog een airbag aan de bestuurders kant en in datzelfde jaar stopte Buick met de Limited Coupé. In 1994 werd ook de ABS standaard, werden de ramen elecktrisch en leverde de basismotor 20 pk (15 kW) meer. In 1995 kwamen er ook airbags voor de passagier en werd het interieur veranderd. De grotere 3.8 L V6 kreeg toen ook 35 pk (26 kW) meer.

### Motoren
- 1988-1989 2.8 L Chevrolet LB6 MFI V6, 125 pk (93 kW), 220 NM
- 1989-1993 3.1 L Chevrolet LH0 MFI V6, 140 pk (104 kW), 240 NM
- 1994-1996 3.1 L Chevrolet L82 SFI V6, 160 pk (119 kW), 251 NM
- 1990-1995 3.8 L Buick L27 V6, 170 pk (127 kW), 280 NM
- 1996 3.8 L Buick L36 V6, 195 pk (145 kW), 305 NM

## Vierde generatie (1997-2004)
De Regal werd in 1997 vernieuwd en was alleen nog maar te verkrijgen als vierdeurs sedan. De auto stond nog steeds op het GM W-platform, dat werd gedeeld met de Oldsmobile Intrigue, de Chevrolet Lumina, de Pontiac Grand Prix en de Chevrolet Monte Carlo. De Century leek nog steeds erg op de Regal, maar van binnen verschilden ze. De auto had weer een 3.8 L V6, maar deze was vernieuwd. De Century was ook betrouwbaarder en zuiniger, maar de Regal had stoelverwarming, acht Monsoon speakers, dubbele klimaatregeling en een duur interieur. Er kwam ook een snelle versie, de Buick Regal GS, deze had een motor met compressor, die 240 pk (180 kW) en 380 NM leverde. Toen de auto op de markt kwam in 1997 noemde Buick het The car for the supercharged family (De auto voor de supercharged familie). Buick had ook twee andere versies, de LSE en de GSE. De LSE had 200 pk (150 kW) en de GSE, die licht getuned was, had 240 pk (180 kW). In 2000 kwam Buick met de Regal GSX Concept die een gekoelde 3.8 L had, maar die was meer supercharged dan turbocharged. De GSX had 300 pk (220 kW) anders dan de originele die 276 pk (206 kW) had. De Noord-Amerikaanse Regal werd in 2005 vervangen door de Buick LaCrosse, die ook het GM W-platform had, en de laatste vierde generatie Regal rolde op 1 juni 2004 van de band.

### Motoren
- 1997-2004 3.8 L L36 Series II V6
- 1997-2004 3.8 L L67 Series II Supercharged V6

### China
General Motors en SAIC startten in 1997 de Shanghai General Motors Company en begonnen ook met het maken van de Buick Regal in Shanghai en brachten de Regal op de markt in 1999. De Regal verkocht in China goed als een groot en relatief luxe model. In China was de auto wel iets duurder dan in Noord-Amerika en had hij ook andere motoren. De Chinese Regal had een 2.0 L viercilinder en een 2.5 L V6. General Motors besloot ook om de Regal op de Filipijnen te verkopen als Chevrolet Lumina. De productie van de 4e generatie Regal stopte in China in 2008.

## Vijfde generatie (2009-2017)
De vijfde generatie van de Regal is een vierdeurs middelgrote sedan met vijf zitplaatsen en met voorwielaandrijving. General Motors wou met de nieuwe Regal meer jonge klanten trekken. Sinds de auto in Noord-Amerika te koop is, had meer dan 41% van de kopers geen auto van General Motors voordat ze de Regal kochten en meer dan 60% van de Regal CXL Turbo kopers is jonger dan 55 jaar.

### CXL
De CXL is een van de versies van de Regal deze versie heeft een 2.0 L ecotec DOHC l4 met 182 pk (136 kW). De auto heeft een zesversnellings automaat.

### CXL Turbo
De CXL Turbo is een versie van de Regal en heeft een 2.0 L ecotec DOHC l4 turbo motor die 220 pk (164 kW) levert. De auto heeft een zesversnellings Aisin AF40 automaat of een zesversnellings handmatige versnellingsbak.

### GS
De GS werd in 2010 op de North America International Auto Show in Detroit gepresenteerd. De Regal is de Buick versie van de Opel Insignia OPC. Het concept heeft een 2.0 L motor met 255 pk (190 kW) en 400 NM.

## Zesde generatie (2018-heden)
De zesde generatie van de Regal werd voorgesteld op 4 april 2017 bij de Design Dome van GM in Warren, Michigan. De wagen werd aangeboden in zowel liftback- als stationwagenversie. In de zomer van 2017 verscheen de nieuwe Regal op de Chinese markt. Net als de vorige generatie is de wagen verwant aan de Europese Opel en Vauxhall Insignia en de Australische Holden Commodore. De Regal werd ontwikkeld en gebouwd door Opel in Duitsland.

### Regal Sportback
De liftbackversie van de Regal, de Regal Sportback, verving de sedan van de vorige generatie. Hoewel de daklijn vergelijkbaar is met die van zijn voorganger, is de wagen groter en lichter geworden. Het motorenaanbod bestaat uit twee versies van de 2,0-liter LTG vier-in-lijn turbomotor. Modellen met voorwielaandrijving produceren 186 kW (250 pk) en een koppel van 353 Nm, modellen met vierwielaandrijving produceren 186 kW (250 pk) en een koppel van 400 Nm.

### Regal TourX
De stationwagenversie van de Regal, de Regal TourX, ging tegelijkertijd met de liftbackversie in de verkoop. Het was de eerste keer sinds het verdwijnen van de Roadmaster in 1996  dat Buick een stationwagen in zijn aanbod had. De TourX wordt uitsluitend met vierwielaandrijving geleverd, samen met een 2,0-liter LTG viercilinder turbomotor van 186 kW (250 pk) en 400 Nm. De belangrijkste concurrenten van de TourX zijn de Volvo V60 Cross Country, Audi A4 Allroad, Subaru Outback en de BMW 3-serie stationwagen.

### GS
De GS is de sportieve versie van de Regal. Deze generatie GS wordt aangedreven door een 3,6-liter LGX V6-motor met een vermogen van 231 kW (310 pk) gekoppeld aan een negentraps automatische transmissie die de vier wielen aandrijft.

### Stopzetting
In december 2019 kondigde GM aan dat de productie van de Buick Regal voor Noord-Amerika zou stopgezet worden na het modeljaar 2020 wegens de populariteit van de SUV's van het merk, die hebben bijgedragen aan de dalende verkoopcijfers van de Buick personenwagens. De Regal blijft wel beschikbaar op de Chinese markt, waar de wagen in 2021 een facelift kreeg.

## Verkoopcijfers
| Jaar | VS     | China   | Canada |
| ---- | ------ | ------- | ------ |
| 2009 | -      | 80.401  | -      |
| 2010 | 12.326 | 79.358  | 820    |
| 2011 | 40.144 | 78.844  | 2.846  |
| 2012 | 26.383 | 85.440  | 1.767  |
| 2013 | 18.685 | 86.050  | 740    |
| 2014 | 22.560 | 111.245 | 816    |
| 2015 | 19.504 | 110.637 | 968    |
| 2016 | 19.833 | 69.300  | 841    |
| 2017 | 11.559 | 61.619  | 662    |
| 2018 | 14.118 | 100.378 | -      |
| 2019 | 10.363 | 123.587 | -      |
| 2020 | 2.484  | 135.877 | -      |